# Kosovo ved sommer-OL 2024
Kosovo deltog i sommer-OL 2024 i Paris, Frankrig fra 26. juli til 11. august 2024.
Udøvere for Kosovo vandt totalt to medaljer.

## Medaljer
| 2024 Paris | Guld | Sølv | Bronze | Total |
| Kosovo     | 0    | 1    | 1      | 2     |

### Medaljevinderne
| Kosovo under sommer-OL 2024 i Paris | Kosovo under sommer-OL 2024 i Paris | Kosovo under sommer-OL 2024 i Paris | Kosovo under sommer-OL 2024 i Paris | Kosovo under sommer-OL 2024 i Paris |
| Medalje                             | Navn                                | Sport                               | Event                               | Dato                                |
| ----------------------------------- | ----------------------------------- | ----------------------------------- | ----------------------------------- | ----------------------------------- |
| Sølv                                | Distria Krasniqi                    | Judo                                | Damernes 52 kg                      | 28. juli                            |
| Bronze                              | Laura Fazliu                        | Judo                                | Damernes 63 kg                      | 30. juli                            |